# Магнітний пускач

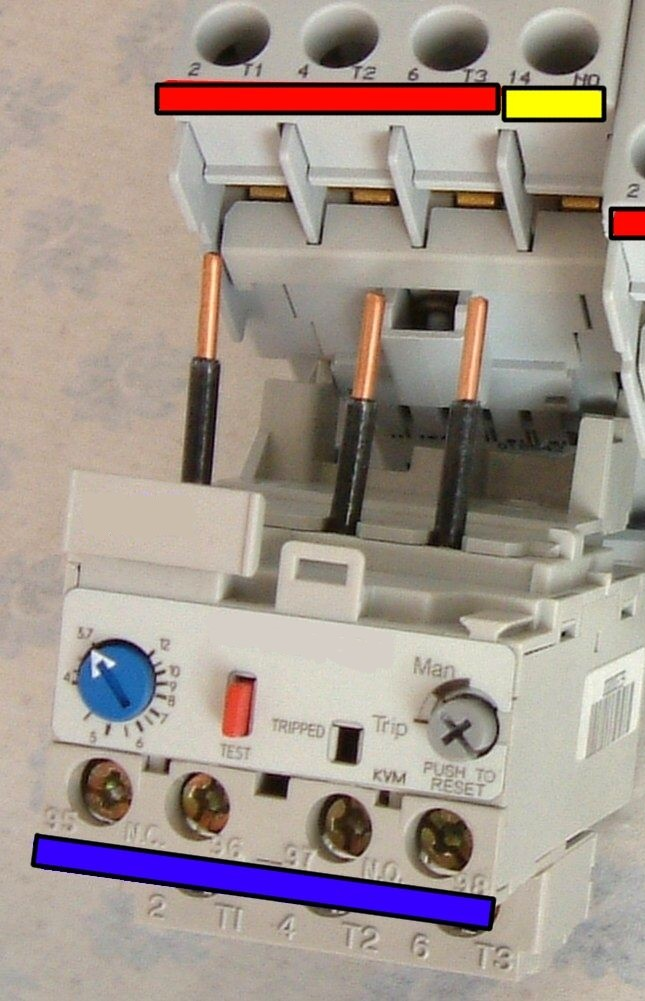
Магнітний пускач з термореле

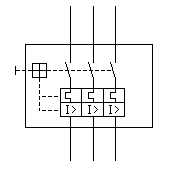
Магнітний пускач на принциповій схемі

Магні́тний пуска́ч або пуска́ч (рос. пускатель магнитный, англ. magnetic starter, solenoid starter) — електромеханічний комутаційний апарат, призначений для керування живленням електродвигунів: їх пуску, розгону, забезпечення неперервної роботи, відключення живлення та захисту електродвигунів від перевантажень. Частота комутацій пускача зазвичай не перевищує 30 циклів на годину, допустима максимальна частота перемикань може сягати 2400 циклів/год.

## Будова
Конструктивно пускач — це комбінація усіх комутаційних засобів, потрібних для запуску та зупинки електродвигуна, у поєднанні з належним захистом від перевантажень. Пускач у своїй основі містить контактор, який укомплектовано додатковими приладами: тепловим реле, плавкими запобіжниками, кнопками керування та додатковою контактною групою чи автоматом для пуску електродвигуна.
Пускачі для запуску потужних (від 1 кВт і більше) двигунів облаштовуються пристроями гасіння електричної дуги (дугогасна камера), яка виникає під час комутації між силовими контактами пускача внаслідок індуктивної природи навантаження.
Пускач у вибухонебезпечному виконанні служить для дистанційного керування електродвигунами гірничих машин і механізмів, які працюють у підземних гірничих виробках.

## Різновиди
Пускачі, котрі призначено, переважно, для застосування у категорії AC-3, поділяють на нереверсивні (призначені для пуску й зупинення двигунів) та реверсивні (які змінюють напрямок обертання ротора двигуна).
У залежності від способу пуску та зупинення обертання двигуна розрізняють пускачі:
- прямого пуску (англ. direct-on-line starter),
- реостатні роторні пускачі (англ. rheostatic rotor starter),
- реостатні статорні пускачі (англ. rheostatic stator starter),
- автотрансформаторні пускачі (англ. auto-transformer starter),
- пускачі типу «зірка — трикутник» (англ. star-delta starter).

Теплове реле, яке входить до складу пускача, захищає обмотку двигуна, а відтак і мережу живлення, від перевантажень, але не забезпечує захист мереж від коротких замикань. Крім того, пускач не обов'язково має функцію роз'єднання. Так звані захищені й комбіновані пускачі крім захисту мереж від коротких замикань, забезпечують й виконання функції роз'єднання.
Захищений пускач (англ. protected starter) — це комплектний апарат, який складається з пускача, комутаційного апарата з ручним керуванням та апарата захисту від коротких замикань, змонтованих та з'єднаних за інструкцією виробника в оболонці або без неї. 
Комбінований пускач (англ. combination starter) — це захищений пускач, змонтований та з'єднаний у спеціалізованій оболонці на заводі.

## Обслуговування
У процесі поточного ремонту, проводять очищення МП від  бруду та пилу, перевіряють стан магнітної системи: зазори, затирання рухомих частин, справність і регулювання механічного та електричного блокування, кріплення та справність котушок. Перевіряють систему: стан контактів та потребу їх ремонту, справність дугогасних камер тощо. Далі перевіряють внутрішню комутацію апарату, її фізичний стан, міцність з'єднань і кріплень. У самому корпусі виправляють дефекти поверхні, вм'ятини, перевіряють справність заземлення.